# Hauspanta
Hauspanta är en halvö i Finland. Den ligger i Rimito i landskapet Egentliga Finland, i den sydvästra delen av landet, 160 km väster om huvudstaden Helsingfors.